# Бургундско војводство
Бургундско војводство (фр. Duché de Bourgogne) била је вазална француска држава која је постојала у периоду од 1032. до 1477. године. Ово војводство француског краљевства је настало на делу територија бивше Краљевине Бургундије 890. године. Војводство је у средњем веку било културна мека и узор бројним другим европским кнежевским дворовима. Бургундско војводство је средином 15. века постало средиште европске раноренесансне уметничке музике.
На територији Бургундског војводства некада се простирала Краљевина Бургундија коју су 534. године Франци прикључили својој држави. Подручје бургундије подељено је 932. године између Бургундског војводства и краткотрајног Другог бургундског краљевства. Друго бургундско краљевство је анексирано у 11. веку од стране Светог римског царства. Француски краљ Роберт  анексирао је Бургундско војводство 1014. године, али је његов наследник Анри  присиљен да обнови независност Бургундије 1032. године. Хенри је војводство поверио своме брату Роберту I Бургундијском како би спречио његову побуну. Током 12. века, бургундске војводе стајале су на страну француског краља или на страну његових противника, у зависности од сопствених интереса. Након избијања сукоба између француског краља Филипа са једне и енглеског краља Јована без Земље и светоримског цара Отона  са друге стране, Бургундија стаје на страну француског краља.
Почетком 14. века, Бургундија је доживела врхунац моћи. Војвода Луј Бургундијски постао је и кнез Ахаје. Његов наследник присиљен је да се 1320. године одрекне титуле владара Ахаје и Солунског краљевства. Независност Бургундија губи на почетку Стогодишњег рата (1361. године), када је, смрћу последњег војводе, изумрла владарска династија. Титулу владара Бургундије преузима француска династија Валоа. Након завршетка Стогодишњег рата, сукоб између Француске и Бургундије постао је неминован. Бургундијски војвода био је најмоћнији од вазала који се нису покоравали француској круни. Поседи бургундијског војводе (од којих је најзначајнија била Холандија), који су само формално били под немачким сизеренством, чинили су Бургундију моћном. Бургундски војвода Карло Смели, у својој жељи за експанзијом Бургундије, изазвао је против себе коалицију Француске, Немачке, Швајцарске конфедерације, Доњег савеза (савеза царских градова Базела, Стразбура, Колмара и Селеста), аустро-тиролског војводе Сигимунда и лоренског војводе Ренеа II. На страни Бургундије учествовале су Савоја и Милано. Енглески краљ Едвард IV склопио је са Карлом Смелим савез 1474. године.
До рата са Француском дошло је у три маха: 1465, 1468. и 1470. године. Сва три рата завршена су примирјем. Смрт Карла Смелог означила је крај независности Бургундије. У наредних 16 година вођени су ратови за бургундијско наслеђе између Француске и Аустрије. Завршени су победом Француске и припајањем Бургундије.

## Увод
Већ 932. године подручје Бургундије бива подељено између овог војводства и новопроглашеног кратковечног Другог бургундског Краљевства које бива припојено Светом римском царству у 11. веку. Француски краљ Роберт  успео је 1014. године да припоји бургундско војводство, али већ 1032. године његов син Анри  присиљен је обнови војводство, које потом траје до 11. новембра 1361. године када му посљедњи наследник умире, а онда се враћа француској круни. Мање од две године касније француски краљ Жан II Добри поновно обнавља војводство дарујући га свом најмлађем сину Филипу. Под његовим потомцима бургундско војводство постаје независна моћна држава која се простире од границе Швајцарске па све до Ламанша. Изненадна смрт Карла Смелог постаје за развој Еуропе један од најважнијих иако најчешће заборављених догађаја којим дефакто нестаје ово војводство, а из његових северних слободних остатака настаје Холандија.

## Прво војводсто
До стварања бургундскога Војводства долази крајем 9. века у доба анархије која захвата западнофраначко краљевство које почиње након смрти краља Луја , 879. године. Одбивши да призна нову краљеву браћу Карломана и Луја  Босо Провансалски се побунио и прогласио неовисност, након чега га је издао брат Рикард Бургундски који ће заједно с краљевском војском освојити део братске државе. За то бива награђен освојеним подручјем и титулом грофа Отена 880. године. То почетно подручје ће касније бити проширено, након чега се од 890. године Рикард назива војводом Бургундије. Комбинацијом дипломатије и богатства бургундског војводства Рикардов син Рудолф ће постати краљ–узурпатор западнофраначке државе 923. године, а своје ће војводство бити присиљен да препустити брату црном Хугу. Након братове смрти, без наследника, Хуго одбија да призна Луја  за француског краља што доводи до рата који уништава аутономију бургундског војводства тако да у њој на власт 956. године долазе браћа Ига Капета који је постао француски краљ 987. године. Након смрти Хенрика Великог војводе од Бургундије 1002. године његов нећак француски краљ Роберт Побожни је напао Отона-Вилијама последњег војводу првог војводства. Рат завршава побједом Роберта II 1004. године и уједињавањем титуле француског краља и војводе Бургундије. Следећих 28 година Бургундско војводство постоји само дејуре или као војводство којим управља престолонасљедник и које се готово непрекидно налази у побуни против краљевске власти.

## Друго војводство
До обнове војводства долази 1032. године када француски краљ Анри I дарује Бургундију свом брату Роберту како би зауставио његову побуну. Нова династија војвода се у првом раздобљу више понашала као барони разбојници који све који могу пљачкају него као војводе. Пример таквог понашања био је Одо Црвени због његове пљачке енглеског архиепископа који је пролазио кроз војводство. Дванаести век је стога доба барона разбојника који некада подржавају француског краља, као што је то учинио војвода Хуго II борећи се заједно с Лујем Дебелим против Енглеске, или се боре против њих као што је то учинио Одо  који јавно одбија да призна Лујa VII за француског краља. Владавина Ода III, на прелазу из 12. у 13. век постаје доба промене када Бургундија напокон почиње да функционише као лојално феудално војводство с свим што произлази из тога. Завршетак раздобља барона разбојника и увођење унутрашњег реда има за последицу прву појаву другог војводства на европској сцени када помаже француском краљу у рату против енглеског краља Јована без земље и светог римског цара Отона IV.
Током дуге владавине Хуга IV која почиње 1218. године настављена је та тенденција јачања војводства чији владар успева да купи титуларну круну Солунског краљевства, али до нове промене долази у доба Роберта II. који комбинацијом припајања грофовија и јачањем централизма у војводству постаје признати моћни човек који ступа на највишу државну дужност француског краљевства. Почетак 14. века представља врхунац међународне моћи овога бургундског војводства. То је доба када Луј од Бургундије, син горе поменутог Роберта, постаје један од кнезова Ахаје комбинацијом венчања и војнога освајања, али је потом 1316. године био је отрован. Иако је војвода Одо  био присиљен 1320. године да одрекне круне Ахаје и Солунског краљевства он игра у првој половини 14. века веома важну улогу у Француској, тако што се 1318. године венчао с кћерком француског краља Филипa V. Тадашња важност Бургундије постаје један од многих разлога за почетак Стогодишњег рата када француски краљ Филип VI искориштава енглески азил дат преваранту који је хтио да преузме бургундску грофовију (у склопу војводства) како би легално припојио енглеске поседе у Француској чиме је истодобно купио лојалност Ода IV. Након избијања Стогодишњег рата бургундска војска се бори на подручју данашње Холандије (1340), Бретање (1341) и Аквитаније (1346) на страни Француске против Енглеске. Смрт Ода IV од последица куге је 1350. године на престоље војводства довела његовог малољетног унука Филипа од Бургундије који ће венчањем са Маргарет од Фландрије 1357. године постати владар и данашње Белгије. Смрћу Филипа од Бургундије 1361. године такође од последица куге долази до изумирања владајуће бургундске династије након чега је војводство припојено краљевској власти.